# کاساجیووه
کاساجیووه (به ایتالیایی: Casagiove) یک کومونه در ایتالیا است که در استان کسرتا واقع شده‌است.

## خصوصیات
کاساجیووه ۶٫۳۶ کیلومترمربع مساحت و ۱۳٬۶۲۹ نفر جمعیت دارد و ۵۵ متر بالاتر از سطح دریا واقع شده‌است.